# Venstre (Danimarca)
Venstre (in italiano: Sinistra, abbreviato in V), il cui nome completo è Venstre - Danmarks Liberale Parti (Sinistra - Partito Liberale di Danimarca), è un partito politico danese fondato nel 1870.
È membro dell'Internazionale Liberale e dell'ALDE. Dal 1985 in poi il partito è andato assumendo posizioni più conservatrici, in particolare dopo il 1998, quando Anders Fogh Rasmussen ne ha preso la guida.

## Storia
Il partito è nato, nel 1870, con il nome di Det Forenede Venstre (La Sinistra Unita), dalla fusione di tre gruppi parlamentari di "sinistra liberale". Nel 1885 il partito cambiò il proprio nome in Venstrereformpartiet (Partito della Sinistra Riformista), salvo poi, nel 1910, assumere semplicemente il nome di Sinistra.
L'appellativo "Sinistra", come nel caso dell'omonimo partito norvegese, dipende dal fatto che, come anche in Gran Bretagna, per tutta la fine dell'Ottocento a contendersi il governo del paese erano i Conservatori (Partito Popolare Conservatore) e i Liberali, con i primi a essere definiti Hoyre (destra) e i secondi Venstre (sinistra). Il Venstre si faceva portatore delle istanze dei piccoli proprietari terrieri e delle politiche di libero mercato, oltre che assumere posizioni più laiche in campo etico. Nel 1905 il Venstre subì la scissione della componente più progressista, che diede vita alla Sinistra Radicale.
Dal 1901 al 1913 i Liberali guidarono quasi ininterrottamente il governo. Guidarono, poi, il governo dal 1920 al 1924 (Niels Neergaard) e dal 1926 al 1929 (Thomas Madsen-Mygdal). Dal 1945 al 2000, invece, il Venstre, ha espresso il primo ministro solo tra il 1945 ed il 1947 (Knud Kristensen), tra il 1950 ed il 1953 (Erik Eriksen) e tra il 1973 ed 1975 (Poul Hartling) (in tutto 7 anni).
Con l'affermarsi del processo di urbanizzazione, il Venstre, infatti, aveva subito un lento declino, a causa dell'erosione della propria base elettorale. Dal 1945 al 1964, i Liberali poterono contare su risultati alle elezioni politiche sempre compresi tra il 20 ed il 25% dei voti. Dal 1966 al 1971, però, il partito si posizionò, invece, tra il 15 ed il 19% dei consensi. Dal 1973 al 1988 i Liberali calarono su risultati intorno al 12% dei voti, fatta eccezione delle elezioni del 1975 quando il V ottenne il 23% dei voti, a tutto svantaggio di Conservatori e Democratici Cristiani. Il buon risultato fu, del resto, dovuto al fatto che Poul Hartling aveva guidato il governo nei due anni precedenti e pertanto i liberali erano divenuti il riferimento per gli elettori "non socialisti".
Tra il 1982 ed il 1993, i Liberali presero parte ai governi di centro-destra guidati dal conservatore Poul Schlüter. Dal 1994 i Liberali hanno visto notevolmente incrementare i propri consensi, anche se sono rimasti all'opposizione di governi a guida socialdemocratica fino al 2001, quando conquistarono il 31% (24% nel 1998). Alle elezioni parlamentari del 2005 il partito è calato di poco, scendendo al 29% dei consensi.
Dal 2001 Venstre è alla guida di un governo di centro-destra. Dal 27 novembre 2001 al 5 aprile 2009, il partito è stato guidato da Anders Fogh Rasmussen, che ha anche ricoperto la carica di Primo ministro; nell'aprile 2009, Rasmussen è stato nominato Segretario Generale della NATO, e si è pertanto dimesso da entrambe le cariche; è stato succeduto, sia come Primo Ministro che come leader di Venstre, da Lars Løkke Rasmussen. Alle elezioni parlamentari del 2011 ottenne il 26,7% (0,5%) e 47 seggi (+ 1). Nonostante il lieve incremento i Liberali passarono all'opposizione a causa del calo dei loro alleati, il Partito Popolare Conservatore (- 5,5%).
Nelle elezioni politiche del 2015, nonostante il calo di preferenze attestandosi al solo 19,5% e con 34 seggi al Folketing la coalizione del centro-destra ha vinto le elezioni e il leader del Venstre, Lars Løkke Rasmussen, è diventato il nuovo Primo Ministro di Danimarca. Con la vittoria del "blocco rosso" alle successive elezioni del 2019 il Venstre, pur avendo aumentato di 9 seggi la propria rappresentanza parlamentare, è tornato all'opposizione del governo guidato dalla socialdemocratica Mette Frederiksen.

## Leader
| Immagine | Leader                 | Inizio            | Fine              | Altri incarichi |
| -------- | ---------------------- | ----------------- | ----------------- | --- |
|          | Thomas Madsen-Mygdal   | 1929              | 1941              | Ministro di Stato della Danimarca (1926–1929) Ministro dell'agricoltura (1920–1924; 1926–1929) |
|          | Knud Kristensen        | 1941              | 1949              | Ministro di Stato della Danimarca (1945–1947) Ministro dell'interno (1940–1942; maggio – novembre 1945) Membro del Folketing (1920–1949)                                                                 |
|          | Edvard Sørensen        | 1949              | 1950              | Membro del Folketing (1929–1950) |
|          | Erik Eriksen           | 1950              | 24 maggio 1965    | Ministro di Stato della Danimarca (1950–1953) Presidente del Consiglio nordico (gennaio – diciembre 1956) Ministro dell'agricoltura (1945–1947)                                                          |
|          | Poul Hartling          | 24 maggio 1965    | dicembre 1977     | Alto commissario delle Nazioni Unite per i rifugiati (1978–1985) Ministro di Stato della Danimarca (1973–1975) Ministro degli affari esteri (1968–1971) Membro del Folketing (1957–1977)                 |
|          | Henning Christophersen | settembre 1978    | 23 luglio 1984    | Vicepresidente della Commissione europea (1985–1995) Ministro delle finanze (1982–1984) Ministro degli affari esteri (1978–1979) Membro del Folketing (1971–1984)                                        |
|          | Uffe Ellemann-Jensen   | 23 luglio 1984    | 18 marzo 1998     | Presidente del Partito dell'Alleanza dei Liberali e dei Democratici per l'Europa (1995–2000) Ministro degli affari esteri (1982–1993) Membro del Folketing (1977–2001)                                   |
|          | Anders Fogh Rasmussen  | 18 marzo 1998     | 17 maggio 2009    | Segretario generale della NATO (2009–2014) Ministro di Stato della Danimarca (2001–2009) Ministro degli affari economici (1990-1992) Ministro delle imposte (1987–1992) Membro del Folketing (1978–2009) |
|          | Lars Løkke Rasmussen   | 17 maggio 2009    | 31 agosto 2019    | Ministro di Stato della Danimarca (2009–2011; 2015–2019) Ministro delle finanze (2007–2009) Ministro dell'interno e della salute (2001–2007) Membro del Folketing (1994-presente)                        |
|          | Kristian Jensen        | 31 agosto 2019    | 21 settembre 2019 | Ministro delle finanze (2016–2019) Ministro degli affari esteri (2015–2016) Ministro delle imposte (2004–2010) Membro del Folketing (1998-2021)                                                          |
|          | Jakob Ellemann-Jensen  | 21 settembre 2019 | in carica         | Ministro dell'ambiente e dell'alimentazione (2018–2019) Membro del Folketing (dal 2011) |

## Risultati elettorali
| Elezione          | Voti    | %     | Seggi    | Posizione   |
| ----------------- | ------- | ----- | -------- | ----------- |
| Parlamentari 2007 | 908.472 | 26,2  | 46 / 179 | Maggioranza |
| Europee 2009      | 474.041 | 20,24 | 3 / 13   | -           |
| Parlamentari 2011 | 947.725 | 26,73 | 47 / 179 | Opposizione |
| Europee 2014      | 379.840 | 16,68 | 2 / 13   | -           |
| Parlamentari 2015 | 684.223 | 19,46 | 34 / 179 | Maggioranza |
| Europee 2019      | 648.203 | 23,50 | 3 / 13   | -           |
| Parlamentari 2019 | 825.486 | 23,39 | 43 / 179 | Opposizione |
| Parlamentari 2022 | 470.289 | 13,31 | 23 / 179 | Maggioranza |